# Meligethiella soroniiformis
Meligethiella soroniiformis là một loài bọ cánh cứng trong họ Trogossitidae. Loài này được Medvedev miêu tả khoa học năm 1969.